# Monopeltis remaclei
Monopeltis remaclei är en ödleart som beskrevs av  Witte 1933. Monopeltis remaclei ingår i släktet Monopeltis och familjen Amphisbaenidae. Inga underarter finns listade i Catalogue of Life.